# Monte Hellman
Pour les articles homonymes, voir Hellman.
Monte Hellman, né le 12 juillet 1929 à Greenpoint, un quartier de Brooklyn à New York, et mort le 20 avril 2021 à Palm Desert en Californie, est un réalisateur et producteur de cinéma américain.

## Biographie
Son film le plus apprécié par la critique est le road movie Macadam à deux voies (Two-Lane Blacktop, en 1971), qui est cependant un échec commercial, mais qui est depuis devenu un film culte. Monte Hellman avait débuté quelques années auparavant sous la direction de Roger Corman, producteur de série B qui a également fait débuter Scorsese et Coppola, en réalisant une parodie de film d'horreur, Beast from Haunted Cave, en 1959.
Deux autres films d’Hellman sont devenus des films culte, les westerns « métaphysiques » L'Ouragan de la vengeance (Ride in the Whirlwind) et The Shooting, tous deux interprétés et coproduits par Jack Nicholson. Ces films ont été tournés en 1965 et directement diffusés à la télévision en 1968. Un troisième western, China 9, Liberty 37 (1978), est moins reconnu par la critique, bien qu’il ait également des admirateurs. Il réalise également Cockfighter (ou Born to Kill, en 1974) et Iguana (1988). Aucun des films d'Hellman n’a été un succès commercial. Il réalise en 1989 Douce nuit, sanglante nuit : coma dépassé puis, en 2010, son dernier film, Road to Nowhere.
Il meurt le 20 avril 2021 à l'âge de 91 ans à l'hôpital Eisenhower Center de Palm Desert. Son hospitalisation faisait suite à une chute survenue quelques jours plus tôt dans sa maison.

## Filmographie

### Réalisateur
- 1959 : La Bête de la caverne hantée (Beast from Haunted Cave)
- 1963 : L'Halluciné (The Terror) (non crédité)
- 1964 : Flight to Fury
- 1964 : Back Door to Hell
- 1965 : L'Ouragan de la vengeance (Ride in the Whirlwind)
- 1967 : La Mort tragique de Leland Drum (The Shooting)
- 1971 : Macadam à deux voies (Two-Lane Blacktop)
- 1974 : Cockfighter
- 1975 : Un dénommé Mister Shatter de Michael Carreras (coréalisateur, non crédité)
- 1978 : China 9, Liberty 37 (Amore, piombo e furore)
- 1979 : Avalanche Express (non crédité)
- 1981 : Inside the Coppola Personality (court métrage)
- 1988 : Iguana
- 1989 : Douce nuit, sanglante nuit : coma dépassé (Silent Night, Deadly Night 3: Better Watch Out!)
- 2006 : Trapped Ashes - segment Stanley's girlfriend
- 2010 : Road to Nowhere

### Monteur
- 1960 : The Wild Ride
- 1964 : Flight to Fury
- 1964 : Back Door to Hell
- 1965 : L'Ouragan de la vengeance (Ride in the Whirlwind)
- 1966 : Les Anges sauvages (The Wild Angels)
- 1967 : La Mort tragique de Leland Drum (The Shooting)
- 1968 : Head
- 1969 : Istanbul, mission impossible (Target: Harry)
- 1971 : Macadam à deux voies (Two-Lane Blacktop)
- 1974 : Cockfighter
- 1975 : Tueur d'élite (The Killer Elite)
- 1978 : China 9, Liberty 37 (Amore, piombo e furore)
- 1979 : Avalanche Express
- 1988 : Iguana
- 1989 : Douce nuit, sanglante nuit : coma dépassé (Silent Night, Deadly Night 3: Better Watch Out!)
- 1993 : The Killing Box

### Producteur
- 1965 : L'Ouragan de la vengeance (Ride in the Whirlwind)
- 1967 : La Mort tragique de Leland Drum (The Shooting)
- 1978 : China 9, Liberty 37 (Amore, piombo e furore)
- 1992 : Reservoir Dogs

### Lui-même
- Chambre 666 de Wim Wenders (interview sur l'« avenir du cinéma ») en 1982